# Cilnii
Légende :
♦Patricien, ♦Plébéien, ♦Consulaire, ♦Sénatorial, ♦Équestre
Gens et Liste des gentes romaines
La gens Cilnia était une famille d'origine étrusque de la Rome antique, de la fin de la République à l'époque impériale. Cette gens est surtout connue grâce son plus célèbre représentant Gaius Cilnius Maecenas, ami de confiance et conseiller d' Auguste, qui était célèbre pour son immense richesse et son patronage des arts. Au moins deux des Cilnii obtinrent le consulat sous l' Empire.

## Origine
Les Cilnii étaient originaires de la ville étrusque d' Arretium, où ils faisaient partie de la noblesse locale Ils y avaient autrefois détenu le titre de Lucumon, ou roi. Leur nom était à l'origine écrit Cfelne ou Cfenle, qui a ensuite été latinisé sous le nom de Cilnius, tout comme l'étrusque Lecne est devenu Licinius . Les Cilnii ont soutenu les intérêts romains en Étrurie et ont été expulsés d'Arretium en 301 av n.è. Ils ont regagné ensuite leur position grâce à l'intervention romaine,.

## Branches et Surnoms
La seule branche des Cilnii à atteindre la notoriété sous la République portait le cognomen Maecenas, parfois trouvé comme Maecaenas ou Maecoenas . Cette famille revendique de descendre de Lars Porsena, le roi légendaire de Clusium, qui a joué un rôle important dans l'histoire des débuts de la République romaine. Le nom est sans doute dérivé dérivé d'un endroit, peut-être celui où les vins appelés vina Maecenatiana ont été produits,. Sur les urnes funéraires étrusques, les noms de Cilnius et de Maecenas apparaissent séparément? C'est pourquoi l'historien Müller en conclut qu'il s'agissait à l'origine de deux familles qui se sont unies à une période ultérieure. À Rome, la famille faisait partie de l' ordre équestre . D'autres noms de famille ont été portés par les Cilnii de l'époque impériale, y compris Paetinus, un diminutif de Paetus, à l'origine donné à quelqu'un aux yeux troubles, et Proculus, un ancien praenomen qui était tombé hors d'usage, mais a été ressuscité comme un nom de famille commun . Cela semble avoir été un diminutif de procus, un prince ou un noble, bien qu'à l'époque de Varro une étymologie populaire soutenait qu'il désignait à l'origine un enfant né lorsque son père était loin de chez lui.

## Membres

### Sous la République
- Gaius Cilnius Maecenas, (v. -140 - ap. -91),chevalier, a contribué à réprimer la conspiration du tribun Marcus Livius Drusus en 91 avant n.è;[a 3].
  - ? (Caius Cilnius Maecenas, (v. -110 - ?);
    - Gaius Cilnius Maecenas, (v. -72 - -8), ami et partisan d' Octave, puis l'empereur Auguste, dont il devint le conseiller de confiance[7].

### Cilnii Paetini
- Publius (Cilnius), (v. -30 - ?)
  - Caius Cilnius Paetinus, (v. -5 - ap. v. 30), préteur et légat sous Tibère[b 1].

### Cilnii Proculi
- Caius Cilnius Proculus, (v. 45 - ap. 87), consul suffect en 87[8].;
  - ? Caius Cilnius Proculus, (v. 65 - ap. 102), consul suffect en 100, légat d'Auguste propréteur de Moesie Supérieur[b 2].;

### Autres
- Lucius Cilnius Secundus, commandant d'une cohorte auxiliaire stationnée à Moesia Superior vers 93 è. c[b 3].

## Pour approfondir